# Vochysia obidensis
Vochysia obidensis là một loài thực vật có hoa trong họ Vochysiaceae. Loài này được (Huber ex Ducke) Ducke miêu tả khoa học đầu tiên năm 1922.